# Девітт (Іллінойс)
Девітт (англ. DeWitt) — селище (англ. village) в США, в окрузі Де-Вітт штату Іллінойс. Населення — 160 осіб (2020).

## Географія
Девітт розташований за координатами 40°11′5″ пн. ш. 88°47′8″ зх. д. / 40.18472° пн. ш. 88.78556° зх. д. (40.184767, -88.785620).  За даними Бюро перепису населення США в 2010 році селище мало площу 0,68 км², уся площа — суходіл.

## Демографія
Згідно з переписом 2010 року, у селищі мешкали 184 особи в 79 домогосподарствах у складі 52 родин. Густота населення становила 270 осіб/км².  Було 86 помешкань (126/км²).
Расовий склад населення:
| - 99,5 % — білих - 0,5 % — азіатів |

До двох чи більше рас належало 0,0 %. Частка іспаномовних становила 0,5 % від усіх жителів.
За віковим діапазоном населення розподілялося таким чином: 18,5 % — особи молодші 18 років, 59,8 % — особи у віці 18—64 років, 21,7 % — особи у віці 65 років та старші. Медіана віку мешканця становила 45,7 року. На 100 осіб жіночої статі у селищі припадало 91,7 чоловіків;  на 100 жінок у віці від 18 років та старших — 102,7 чоловіків також старших 18 років.
Середній дохід на одне домашнє господарство  становив 57 642 долари США (медіана — 42 321), а середній дохід на одну сім'ю — 66 413 долари (медіана — 66 667). За межею бідності перебувало 14,3 % осіб, у тому числі 20,5 % дітей у віці до 18 років та 2,9 % осіб у віці 65 років та старших.
Цивільне працевлаштоване населення становило 112 особи. Основні галузі зайнятості: будівництво — 25,0 %, транспорт — 16,1 %, фінанси, страхування та нерухомість — 16,1 %.